# Sa giông Sở Hùng
Sa giông Sở Hùng, tên khoa học Cynops cyanurus, là một loài kỳ giông thuộc họ Salamandridae. Chúng là loại đặc hữu của Trung Quốc.
Môi trường sống tự nhiên của chúng là rừng ẩm vùng đất thấp nhiệt đới hoặc cận nhiệt đới, đầm nước ngọt, đầm nước ngọt có nước theo mùa, và đất có tưới tiêu. Chúng hiện đang bị đe dọa vì mất môi trường sống.